# Attentats de Sittwe
 (juin 2021).
Les attentats de Sittwe sont une série de trois attentats à la bombe survenus le 24 février 2018 à Sittwe, la capitale de l'État de Rakhine en Birmanie. Un policier a été légèrement blessé par les explosions.

## Contexte
Les groupes d'insurgés de l'ethnie arakanais se battent contre le gouvernement de la Birmanie depuis le début des années 1950. Les attentats à la bombe ne sont pas rares en Birmanie en raison des diverses insurrections en cours dans le pays, mais ils ont été rares dans l'État de Rakhine. Cependant, l'État de Rakhine a connu une augmentation des attaques de type guérilla par les insurgés depuis 2016.

## Attentats
L'une des bombes a explosé vers 4 h 30 du matin (UTC+06:30) dans l'arrière-cour d'une résidence appartenant à Tin Maung Swe, un secrétaire du gouvernement de l'État, tandis que les deux autres ont explosé près d'un tribunal de grande instance et d'un bureau du cadastre. Les explosions ont légèrement blessé un policier. Les autorités soupçonnaient Tin Maung Swe d'être visé en raison de sa position élevée dans l'administration locale. Trois bombes non explosées ont été récupérées et désamorcées par les autorités par la suite.

## Enquêtes
Sept suspects ont été arrêtés par les forces de police de la Birmanie immédiatement après l'attentat à la bombe tandis que deux autres ont été détenus plus tard au cours de l'enquête. Naing Soe, un haut dirigeant du Conseil national d'Arakan (en) faisait partie des personnes arrêtées.
Le 26 mars 2018, la police a libéré cinq des neuf suspects, dont Naing Soe, après avoir échoué à trouver des preuves contre eux dans les 30 jours, comme l'exige la procédure policière. Les suspects libérés ont été initialement inculpés en vertu des lois antiterroristes de la Birmanie, mais leur libération a été ordonnée par le tribunal après que la police n'a pas réussi à montrer de preuves les liant aux attentats à la bombe. Une prolongation de la détention provisoire par la police de trois des suspects toujours détenus a été approuvée par le tribunal le même jour ; deux des suspects ont été accusés d'avoir franchi illégalement la frontière avec le Bangladesh, tandis qu'un autre a été accusé d'être impliqué dans un attentat à la bombe à Mrauk U.